# Stanislav Bělehrádek
Stanislav Bělehrádek (* 10. prosince 1943, Rozseč nad Kunštátem) je český technik a politik KDU-ČSL, po sametové revoluci poslanec České národní rady, v 90. letech člen Poslanecké sněmovny a ministr vlády ČR, pak předseda Úřadu pro ochranu hospodářské soutěže a senátor.

## Biografie
V roce 1967 absolvoval Vysoké učení technické v Brně (Strojní fakulta). Působil nejprve jako vývojový pracovník v podniku Minerva Boskovice. V období let 1975–1985 byl vedoucím technického oddělení v podniku Karborundum Kunštát, pak do roku 1989 působil ve funkci vedoucího pracovníka nezemědělské činnosti v JZD Lysice. V roce 1967 vstoupil do Československé strany lidové (ČSL). V roce 1969 se stal nejmladším předsedou Okresního výboru ČSL v Československu. V roce 1987 pak dosáhl postu místopředsedy Krajského výboru ČSL a člen Ústředního výboru Československé strany lidové. Za tuto stranu byl od roku 1981 poslancem jihomoravského krajského národního výboru, od roku 1986 i členem rady KNV a angažoval se i na celostátní politické úrovni coby tajemník klubu poslanců ČSL ve Federálním shromáždění a ČNR. 13. prosince 1989 se stal místopředsedou jihomoravského KNV pro oblast školství, zdravotnictví a kulturu a od února 1990 1. místopředsedou KNV pro plán a rozpočet, kterým byl až do zániku krajských národních výborů v závěru roku 1990.
Po sametové revoluci pokračoval i jeho vzestup v ČSL. V únoru 1990 se stal předsedou jihomoravské organizace strany. Ve volbách v roce 1990 a opětovně ve volbách v roce 1992 byl zvolen za KDU-ČSL do České národní rady (volební obvod Jihomoravský kraj). Od vzniku samostatné České republiky v lednu 1993 byla ČNR transformována na Poslaneckou sněmovnu Parlamentu České republiky. Zde setrval do konce funkčního období a ve volbách v roce 1996 poslanecký mandát obhájil. V dolní komoře parlamentu setrval jen do listopadu 1996.
Zároveň tehdy zastával vládní posty. V první vládě Václava Klause byl nejprve několik měsíců ministrem bez portfeje ČR, pak od října 1992 do roku 1996 ministrem pro hospodářskou soutěž. Po transformaci tohoto ministerstva na Úřad pro ochranu hospodářské soutěže se stal jeho předsedou, kterým byl až do roku 1998. Kvůli výkonu této pozice rezignoval na podzim 1996 na poslanecký mandát.
V letech 1994-2000 byl předsedou OV KDU-ČSL v Blansku a od roku 1993 i předsedou Moravskoslezské zemské organizace KDU-ČSL. 7. sjezd KDU-ČSL v roce 1995 ho zvolil za jednoho ze tří místopředsedů strany.
V senátních volbách roku 1998 byl zvolen členem horní komory českého parlamentu za senátní obvod č. 49 – Blansko, coby kandidát KDU-ČSL. V roce 2004 poté, co již skončil jako senátor, se stal členem dozorčí rady firmy Český Telecom.
Angažoval se i v komunální politice. V komunálních volbách roku 1994 byl zvolen za KDU-ČSL do zastupitelstva obce Rozseč nad Kunštátem. Opětovně byl zvolen v komunálních volbách roku 2006. Uvádí se jako důchodce.